# TwinBee
TwinBee — аркадная видеоигра в жанре вертикального скролл-шутера, выпущенная компанией Konami в 1985 году в Японии. Наряду с игрой Fantasy Zone от Sega, выпущенной годом позже, TwinBee считается одним из ранних образцов поджанра «cute 'em up». Это была первая игра, работавшая на аппаратной платформе Konami Bubble System. В 1986 году TwinBee была портирована на Family Computer и MSX, а в последующие годы включалась в многочисленные игровые сборники. Впервые за пределами Японии оригинальная аркадная версия была выпущена в составе сборника Konami Classics Series: Arcade Hits для Nintendo DS. Мобильная версия с изменённой графикой была выпущена для японских телефонов i-mode в 2003 году.
После выхода оригинальной игры было выпущено несколько продолжений в серии TwinBee для аркадных автоматов и домашних игровых систем, по мотивам некоторых из которых в Японии были созданы аудиодрамы и аниме-адаптации.

## Игровой процесс
TwinBee поддерживает одновременную игру до двух игроков. Игроки управляют антропоморфными космическими кораблями: первый игрок контролирует TwinBee, второй — WinBee. Система управления включает восьмипозиционный джойстик и две кнопки: одна служит для атаки воздушных целей, другая — для бомбардировки наземных противников (по принципу, аналогичному игре Xevious).
Главными усилениями для игрока служат колокольчики, которые обнаруживаются путём стрельбы по плавающим облакам, в которых они спрятаны. Если игрок продолжает стрелять по колокольчику после его появления, тот меняет цвет на один из четырёх вариантов: стандартные жёлтые колокольчики приносят лишь дополнительные очки, белый колокольчик модернизирует пушку игрока в двойную, синий колокольчик повышает скорость игрока (максимум до пяти уровней), зелёный колокольчик даёт игроку возможность создавать дубликаты корабля для усиления огневой мощи, красный колокольчик снабжает корабль игрока защитным барьером, увеличивающим устойчивость к повреждениям. Эффекты зелёного и красного колокольчиков не сочетаются. Другие усиления также можно получить от наземных противников, например альтернативный колокольчик, дающий кораблю игрока трёхствольное орудие, или звезду, которая уничтожает всех видимых на экране врагов.
Как и в других играх того же жанра, попадание одной пули противника приводит к потере жизни игрока, однако если пуля попадает только в боковую часть корабля, игрок теряет лишь одну из рук своего корабля. Если корабль игрока лишается обеих рук, он утрачивает способность сбрасывать бомбы, и игрок должен дождаться появления машины скорой помощи. Для восстановления рук игрок должен подвести корабль к машине. При повторной потере обеих рук машина не появляется.
При одновременной игре двух игроков они могут выстроить свои корабли по вертикали или горизонтали для выполнения более мощных атак.

## Порты
Первоначально TwinBee была выпущена как игра для игровых автоматов. Впоследствии она была адаптирована для платформ MSX и Family Computer. Версия для Famicom была переиздана на Game Boy Advance только в Японии под маркой Famicom Mini. Впервые за пределами Японии игра была выпущена в составе сборника Konami Classics Series: Arcade Hits для Nintendo DS в марте 2007 года под названием RainbowBell в Северной Америке, в то время как в Европе было сохранено оригинальное название TwinBee. Для Nintendo 3DS игра была выпущена в рамках серии 3D Classics: в Японии 10 августа 2011 года, в остальных регионах — 22 сентября. Данная версия была продемонстрирована (вместе с другими играми для Nintendo Entertainment System и Super NES) в рамках технологической демонстрации Classic Games на выставке E3 2010. Аркадная версия TwinBee стала доступна в сервисе Game Room от Microsoft для игровой системы Xbox 360 и персональных компьютеров под управлением Windows 1 декабря 2010 года. Также версия для MSX была переиздана для проекта EGG на Windows 19 августа 2014 года. Оригинальная аркадная версия стала доступна в декабре 2015 года для PlayStation 4 в Японии и в декабре 2019 года для Nintendo Switch во всём мире в рамках серии Arcade Archives, издаваемой компанией Hamster Corporation. Портированная версия для Famicom была повторно выпущена через сервис Nintendo Classics в ноябре 2018 года по всему миру, а специальная версия TwinBee: A Second Helping of Donburi Island! появилась в июне 2019 года.

## Оценки
| Иноязычные издания       | Иноязычные издания |
| Издание                  | Оценка             |
| ------------------------ | ------------------ |
| IGN                      | 6/10 (3DS)         |
| Nintendo Life            | 9/10 (3DS)         |
| ONM                      | 84 % (3DS)         |
| Family Computer Magazine | 23,5/30 (Famicom)  |
| 謎のゲーム魔境3          | 65/100点 (MSX)     |

В справочнике по видеоиграм Gamest «The Best Game 2» аркадная версия игры игра была включена в категорию «The Best Game» как «образцовое, выдающееся и гениальное произведение». Автор RED положительно оценил совместные атаки в режиме двух игроков и изменение эффектов предметов, а также отметил, что концепция «дублирования» при получении зелёного колокольчика стала предшественником системы опций в игре Gradius, назвав её «важной для понимания истории развития системы улучшений в шутерах». Кроме того, он отметил как характерную особенность игры идею появления машины скорой помощи при получении повреждений, но указал на высокую сложность игры, отметив, что «после смерти персонажа все улучшения исчезают, что значительно затрудняет продолжение игры».
В читательском голосовании журнала «Family Computer Magazine» игра получила оценку 23,46 балла из 30 возможных. В специальном приложении «Полный каталог картриджей Famicom» к номеру журнала от 10 мая 1991 года отмечалось, что режим одновременной игры двух игроков был редкостью для того времени, а также положительно оценивались совместные атаки и кооперативные элементы геймплея.
В обзоре журнала «MSX Magazine» было отмечено сходство с практически одновременно выпущенной Majou Densetsu, а игра получила оценку четыре звезды из пяти с комментарием: «хотя и уступает аркадной версии, общее качество исполнения хорошее».